# Ударное ядро
Ударное ядро — компактная металлическая форма, напоминающая пест, образующаяся в результате сжатия металлической облицовки кумулятивного заряда продуктами его детонации.

## Принцип образования
Ударное ядро образуется при взрыве любого кумулятивного заряда с металлической облицовкой, однако его масса и энергия зависят от угла раствора облицовки. Для образования полноценных ударных ядер применяют облицовки углом раствора свыше 100° либо сферической формы, при толщине облицовки значительно бо́льшей, чем у кумулятивного заряда для действия кумулятивной струей.
Если в обычном кумулятивном заряде в пест обращается около 75 % массы облицовки, то в заряде с ударным ядром — до 95 %. В отличие от кумулятивной струи, сохраняющей относительную бронепробиваемость на длине в десятки первоначальных диаметров заряда, ударное ядро сохраняет свою скорость на расстоянии порядка тысячи первоначальных диаметров заряда.
После обжатия (схлопывания облицовки) пест имеет диаметр примерно в четверть диаметра первоначального заряда и длину около одного диаметра (то есть имеет удлинённую форму). Скорость ударного ядра составляет около 2,5 км/с, значительно превышая скорость БОПС. При этом бронепробиваемость ударного ядра сохраняется на расстояниях в десятки метров. Бронепробиваемость ударного ядра по стальной броне может достигать на этих дистанциях величин 0,4-0,6 от начального диаметра облицовки (около диаметра (калибра) кумулятивного заряда). В режиме гидродинамики глубина пробития пропорциональна массовой плотности металлической облицовки заряда, которая у тантала составляет 16,65 г/см3, у меди 8,96 г/см3, у железа 7,87 г/см3.
Согласно эмпирическим соотношениям, бронепробиваемость ударного ядра, определяемая толщиной стальной брони, составляет половину диаметра заряда для облицовки заряда из меди или железа, и полный диаметр заряда для танталовой облицовки. При этом бронепробитие типового кумулятивного заряда составляет от 1,5 до 4 диаметров заряда.
Эффективная для разрушения скорость ударного ядра быстро падает, поэтому ударное ядро доставляется носителем, а также может использоваться в качестве мины или разрушительного заряда.

## История
Впервые боеприпасы с ударным ядром сконструированы в Германии в годы Второй мировой войны под руководством баллистика Губерта Шардина.
Группа ученых Института Баллистики Технической академии ВВС (Technischen Akademie der Luftwaffe), начиная с 1939 года, исследовала процессы детонации и кумуляции с помощью рентгено-импульсной установки. Было выявлено принципиальное различие результатов подрыва профилированных зарядов с конической и полусферической облицовками. Подрыв заряда с полусферической облицовкой фактически не давал образования кумулятивной струи, однако было обнаружено выворачивание полусферической облицовки заряда наружу с образованием песта в форме компактного осколка, который после формирования мог сохранять свою целостность. Скорость песта составляла порядка 5000 м/с. При этом Шардин, основываясь на данных рентгено-импульсной съемки, вполне различал механизмы пробития брони кумулятивной струей и компактным осколком-пестом, справедливо приравнивая последний по механизму действия к снаряду, разогнанному до скорости 5000 м/с. Результатом указанных исследований явилось открытие так называемого эффекта Мижней-Шардина.
В современные дни указанный принцип получил практическое воплощение в США, начиная с 1970-х годов, где в технической документации боеприпасы с ударным ядром подразделяются на две группы:
- Эффективный на малых дальностях «самоформирующийся осколок» (self-forming fragment, SFF) с бронепробитием не менее 100 мм на дальностях до 10 м;
- Эффективный на повышенных дальностях «снаряд, формирующийся при взрыве заряда» (explosively formed projectile, EFP) с бронепробитием не менее 100 мм на дальности не менее 200 м[3].

В России заряды с ударными ядрами могут обозначаться аббревиатурой «СФЗ», то есть снарядоформирующим зарядом, а заряды подобного типа с параболической или полусферической сплошной воронкой, иногда с твердосплавным ПЭ в фокусе — СФЭ — снарядоформирующий элемент.
В ФРГ принято аналогичное обозначение снарядоформирующего заряда — projektilbildende Ladung.
В августе 1987 года предприятием ГНПП «Базальт» создана разовая бомбовая кассета РБК-500СПБЭ с высокоточными самоприцеливающимися противотанковыми боевыми элементами (СПБЭ). Боевая часть СПБЭ выполнена на основе снарядоформирующего заряда. Другой СПБЭ «Мотив» входит в состав снаряжения РСЗО «Смерч».
Поскольку боеприпасы с ударным ядром являются кумулятивным зарядом с особой формой облицовки, их иногда путают с классическими кумулятивными зарядами, действующими струей металла. Но в отличие от классических кумулятивных зарядов, заряды с ударным ядром, достаточно схожие по конструкции с кумулятивными, действуют фактически как обычные кинетические боеприпасы (бронебойные снаряды и БОПС).
- Американский 155 мм выстрел M898 с двумя СПБЭ SADARM.
- Американский ПТУР BGM-71 TOW#BGM-71F TOW-2В (1990) с EFP.